# Prosciutto
Prosciutto (/prəˈʃuːtoʊ, proʊˈ-/ prə-SHOO-toh, proh-, tiếng Ý: [proʃˈʃutto]) là một loại giăm bông treo khô Ý thường được cắt lát mỏng và phục vụ không nấu chín; phong cách này được gọi là prosciutto crudo trong tiếng Ý (hoặc đơn giản là crudo') và được phân biệt với thịt lợn muối nấu chín, prosciutto cotto.
Một số khu vực có các biến thể prosciutto của riêng họ, mỗi vùng có mức độ tình trạng được bảo vệ, nhưng đánh giá cao nhất là Prosciutto di Parma PDO từ khu vực Emilia-Romagna và Prosciutto di San Daniele PDO từ khu vực Friuli-Venezia Giulia. Không giống như Speck Italia, cũng là một loại giăm bông khô, prosciutto không được hun khói.
Các tên gọi prosciutto và prosciutto crudo là tên chung và không được bảo vệ, và có thể đặt tên hoặc mô tả nhiều loại giăm bông ít nhiều giống với prosciutto crudo hoặc các loại giăm bông khô khác trên toàn thế giới.

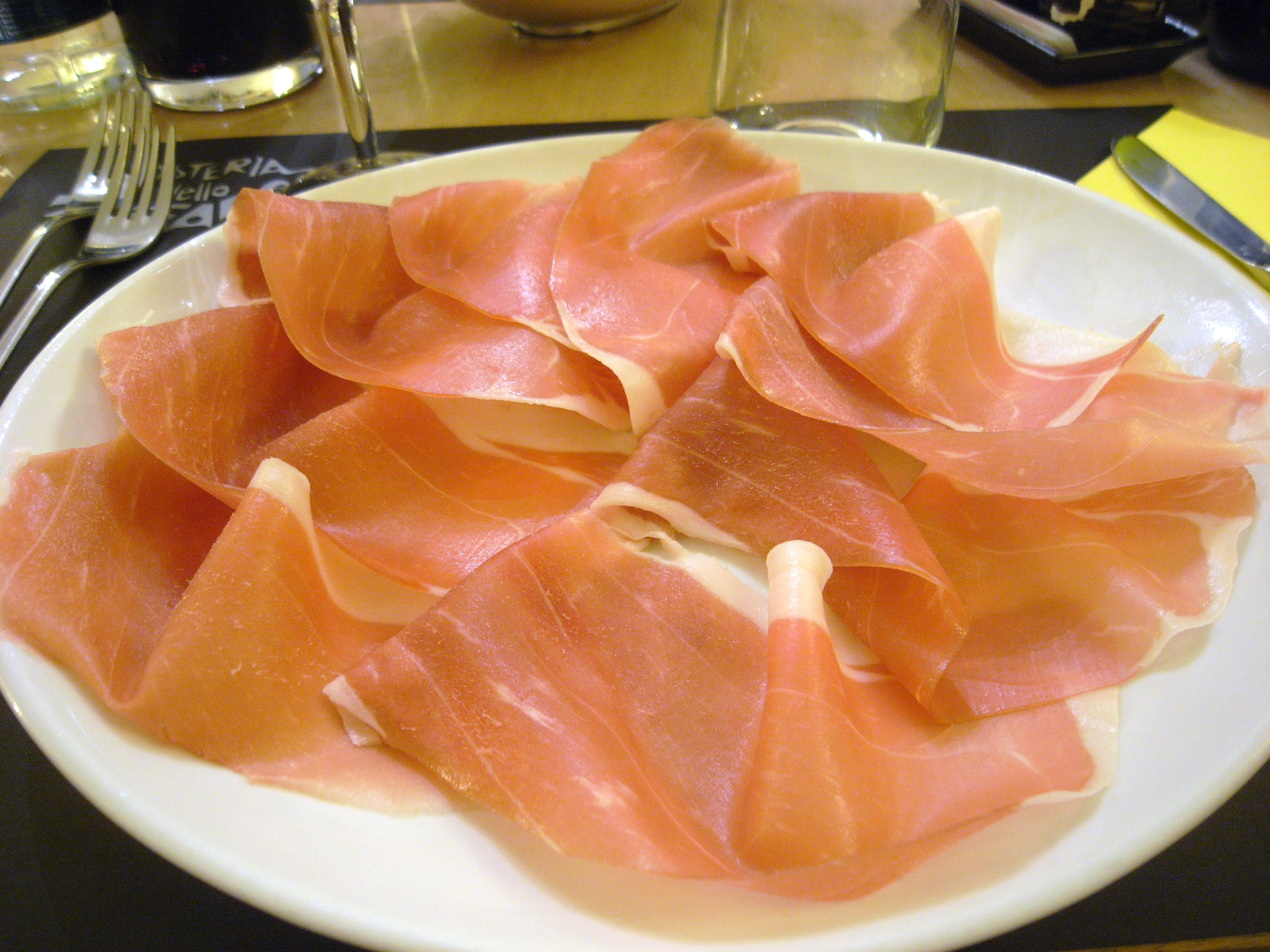
Prosciutto di Parma